# مارتین اناکه
مارتین اناکه (رومانیایی: Marian Enache؛ زادهٔ ۵ اوت ۱۹۹۵) قایقران روئینگ اهل رومانی است.
وی در مسابقات کشوری و بین‌المللی در مجموع برندهٔ ۲ مدال طلا، ۲ مدال نقره، ۳ مدال برنز شده است.